# San Diego Sockers
San Diego Sockers is een voetbalelftal uit San Diego dat bestond van 1978 tot 1996. De club speelde tot 1984 in de professionele North American Soccer League en na de ondergang van deze liga speelde de club verder indoor tot 1996.

## Geschiedenis
De club bestond al sinds 1974 en speelde eerst in Baltimore onder de naam Baltimore Comets. In 1976 verhuisde de club naar San Diego en werd zo de San Diego Jaws. Na één seizoen gingen ze dan naar Las Vegas onder de naam Las Vegas Quicksilvers. In 1978 keerde het team terug naar San Diego en nam de naam San Diego Sockers aan.
De club bereikte meestal de play-offs, maar kon het daarin niet waarmaken. Vanaf 1980 namen ze ook deel aan het indoor-kampioenschap en won dat in 1982 en 1984.
In 1984 werd de NASL opgeheven en ook de meeste clubs overleefden dit niet, maar de San Diego Sockers bleven bestaan en verhuisden naar de Major Indoor Soccer League, waar ze acht keer kampioen werden. In 1993 verhuisden ze andermaal naar de Continental Indoor Soccer League. In 1996 werd het team ontbonden.

## Bekende spelers
- Stuart Baxter (1983)
- Donald Cogsville (1989-1990)
- Jan van der Veen (1978)